# Хандрабура, Лоретта
Лоретта Хандрабура (рум. Loretta Handrabura; род. 23 февраля 1970, с. Барабой, Дондюшанский район, Молдавская ССР, СССР) — молдавский политический и научный деятель. Министр молодежи и спорта Республики Молдова с 30 июля 2015 по 20 января 2016 года.
Родилась 23 февраля 1970 года в селе Барабой Дондюшанского района Молдавской ССР в семье колхозников.
Окончила филологический факультет Государственного педагогического университета имени Иона Крянгэ (1992) по специальности «молдавский язык и литература». Работала там же ассистентом кафедры.
С 1994 по 1998 год училась в аспирантуре в Ясском университете. В 2000 году защитила кандидатскую диссертацию.
С 2003 года доцент кафедры румынской литературы. Также с 2002 года сотрудничала с Образовательным центром Pro Didactica в качестве тренера и эксперта. С 2008 года эксперт от Республики Молдова в Совете Европы по вопросам гендерного равенства в медийной сфере.
В 1992 году стала членом Социал-демократической партии, где занимала должности председателя женского отделения и вице-президента по социальным вопросам. В 2007 году по спискам этой партии была избрана в Муниципальный совет Кишинёва.
В марте 2009 года покинула СДП и через несколько месяцев стала членом Либерал-демократической партии Молдовы (ЛДПМ). С 20 ноября 2009 по 30 июля 2015 года заместитель министра образования Республики Молдова. С 30 июля 2015 по 20 января 2016 года министр молодёжи и спорта Республики Молдова в правительстве Стрельца.
В декабре 2016 года, являясь резервным депутатом по списку ЛДПМ, отказалась от мандата депутата парламента, который могла получить после отзыва мандата Влада Филата, заявив, что отдаёт предпочтение общественной и научной деятельности.
24 июля 2014 года Указом Президента Республики Молдова Николае Тимофти была награждена медалью «За гражданские заслуги» (Meritul Civic) - за решающий вклад в достижение главной внешнеполитической цели Молдовы – политическая ассоциация и экономическая интеграция с Европейским союзом. От награды отказалась.
Автор монографии, учебника, 4 методических пособий и более 50 научных статей. Сочинения:
- Artur Gorovei: studiu monografic, Editura „Elan Poligraf”, Chișinău, 2007
- Gen și mass media - Studiu, Centrul „Parteneriat pentru Dezvoltare”, Chișinău, 2007
- Educație pentru echitate de gen și șanse egale, „Biblioteca Pro Didactica”, Chișinău, 2007, în colaborare cu Viorica Goraș-Postică
- Depășirea dificultăților la lectură și scriere, „Biblioteca Pro Didactica”, Chișinău, 2007, în colaborare cu Tatiana Cartaleanu, Viorica Goraș-Postică